# Kościół śś. Apostołów Piotra i Pawła w Rueil-Malmaison
Kościół śś. Apostołów Piotra i Pawła (fr. Église Saint-Pierre-Saint-Paul) – rzymskokatolicka świątynia parafialna we francuskim mieście Rueil-Malmaison, w regionie Île-de-France, na Place de l'Église. W kościele znajduje się grób cesarzowej Józefiny oraz jej córki Hortensji de Beauharnais. 

## Historia
Świątynia pochodzi z XIV wieku. Remont fasady kościoła zakończono w 1633 roku. Świątynia była zbudowana według projektu Jacquesa Lemerciera. Na polecenie Napoleona III odbyła się restauracja budynku, którą zakończono w 1857 roku. Zabytek od 1941 roku.

## Architektura
Świątynia gotycka, posiada barokową fasadę oraz zdobienia. Trójnawowa, posiada układ bazylikowy.

## Galeria

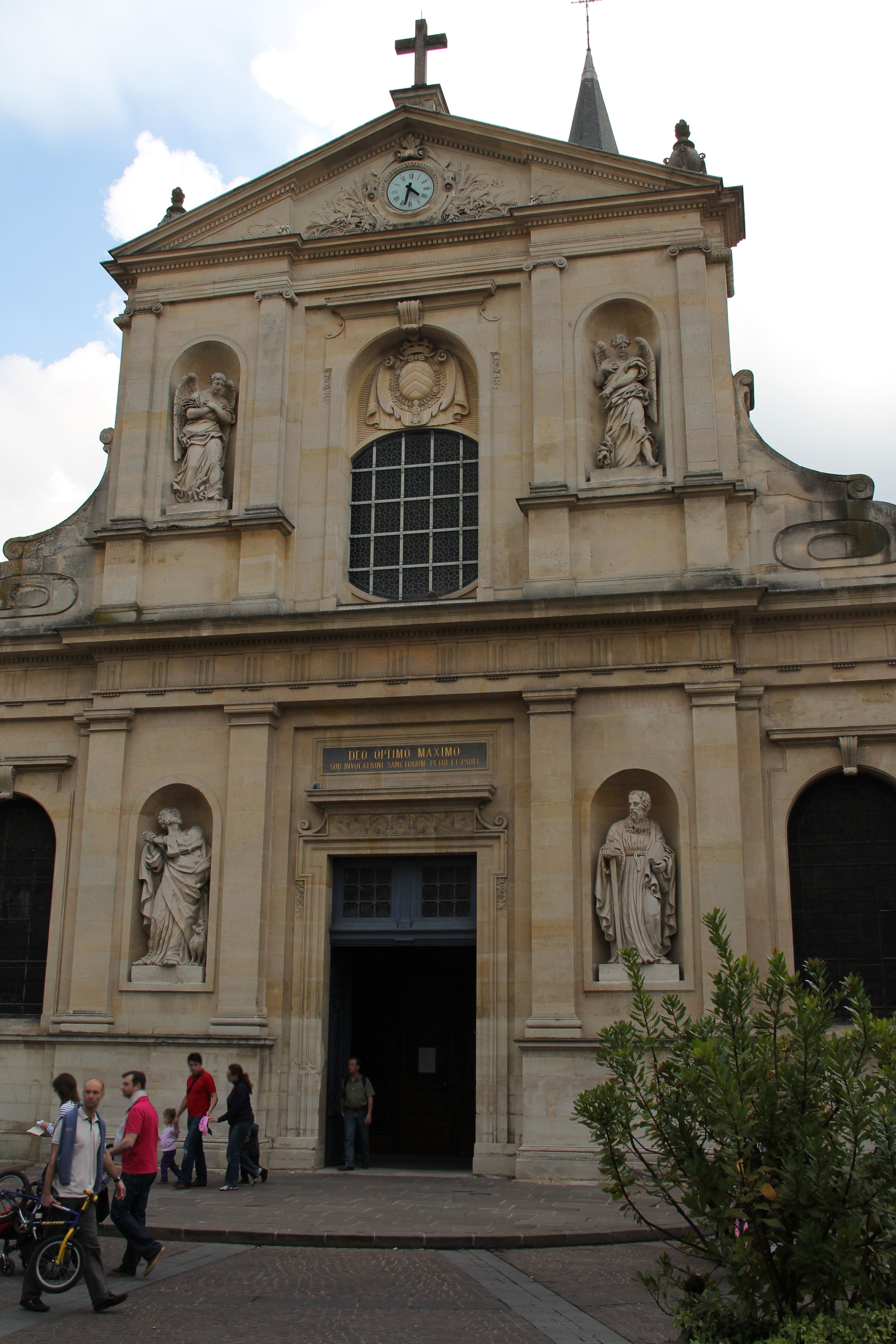
Fasada
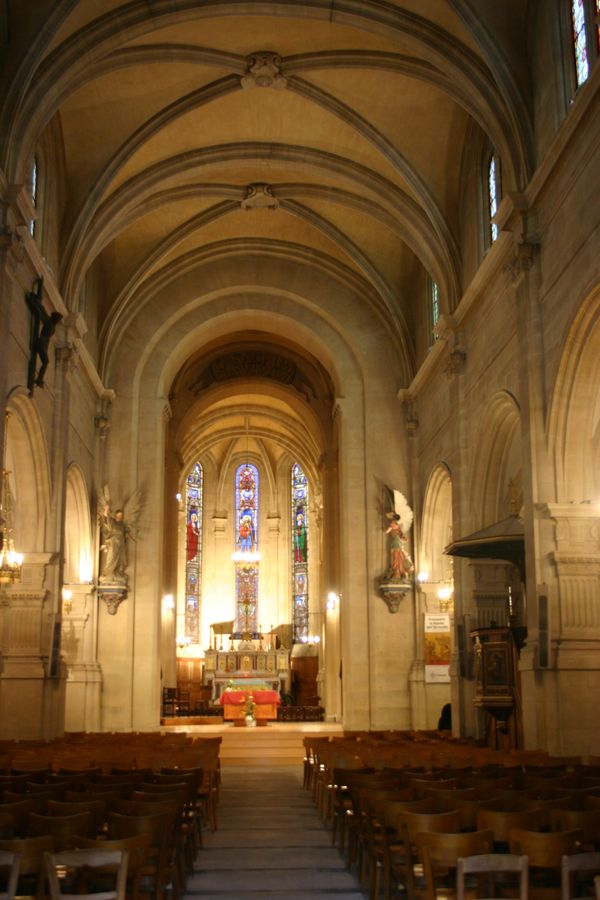
Wnętrze
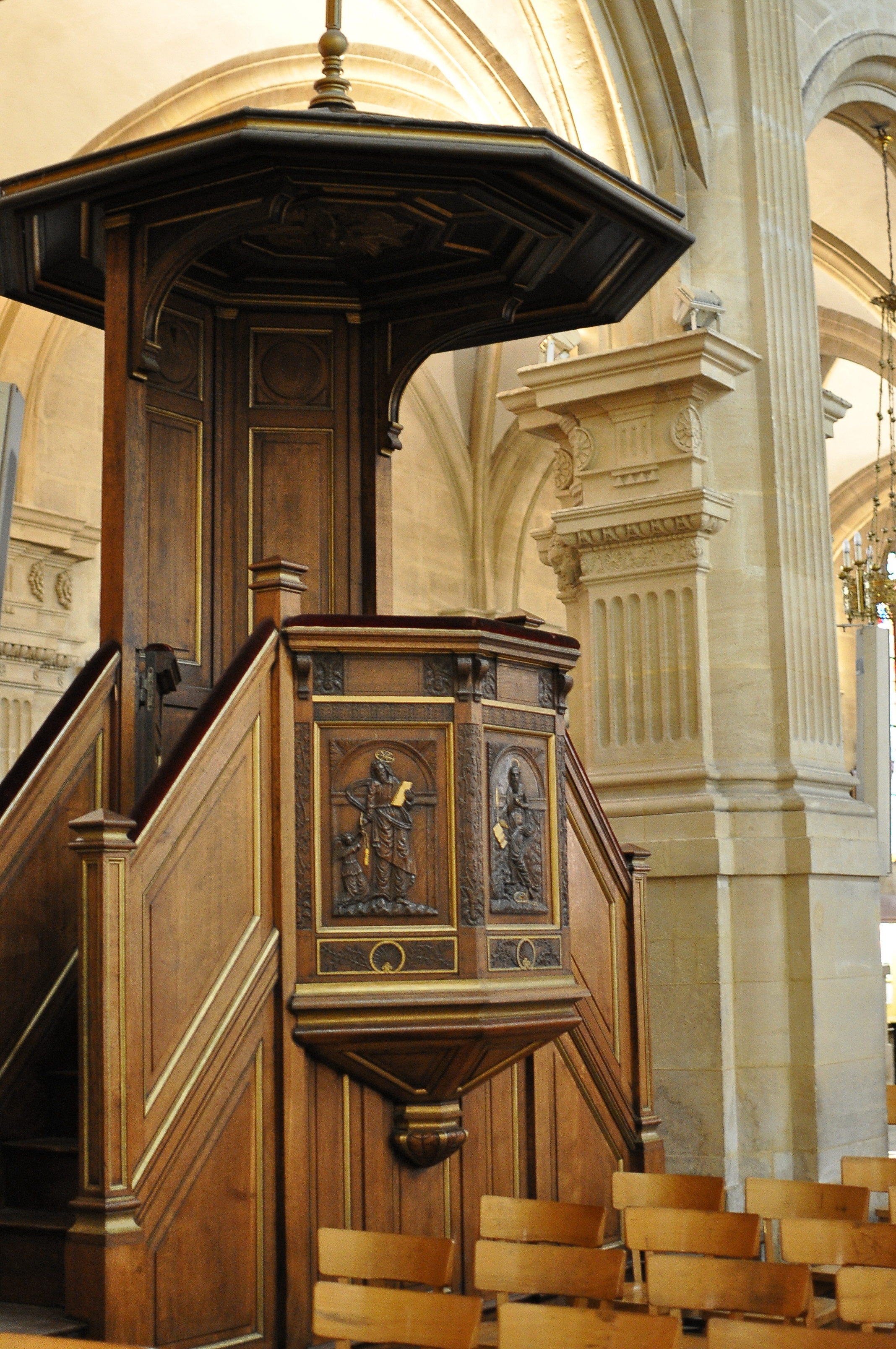
Ambona
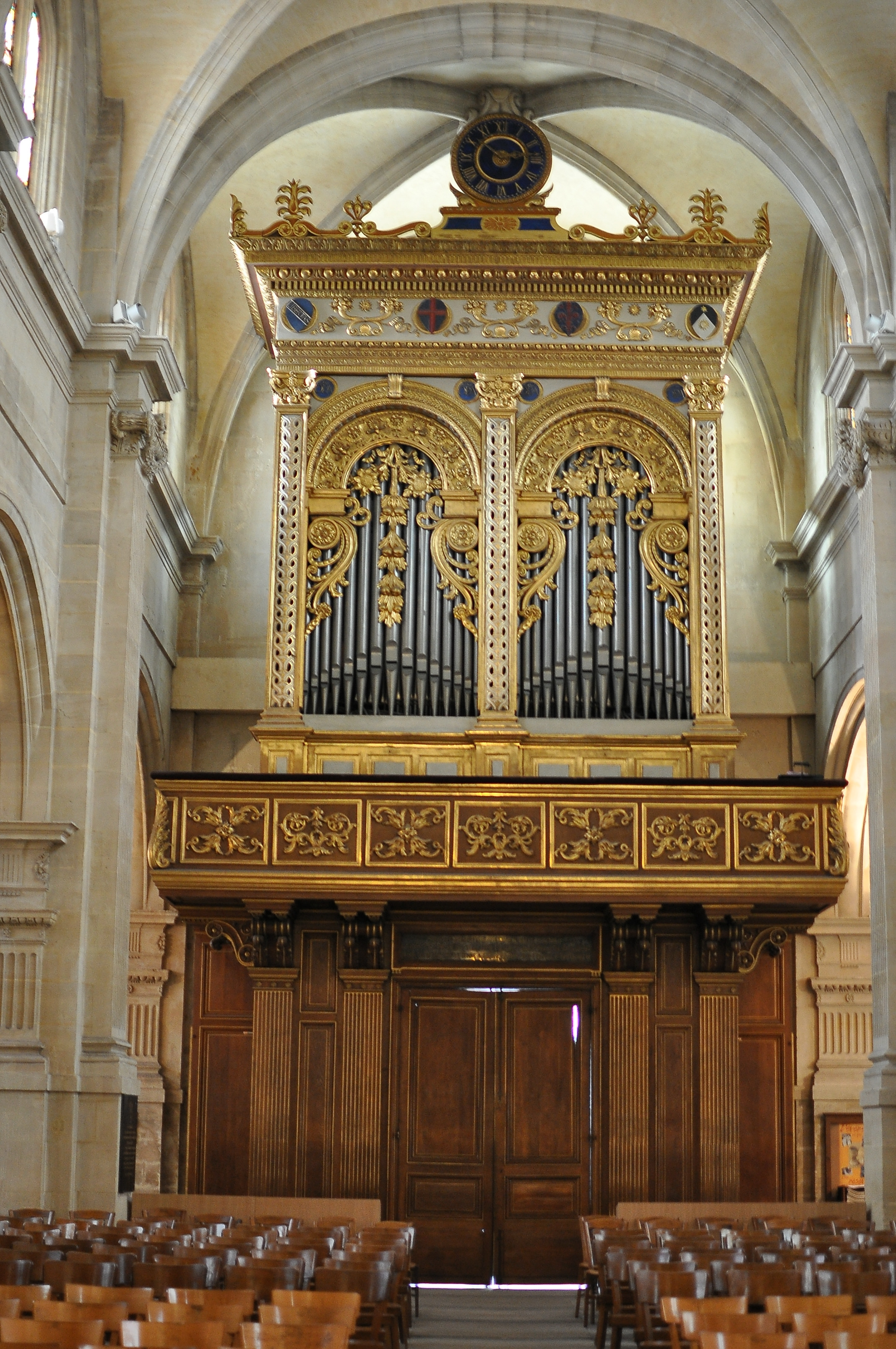
Chór oraz organy
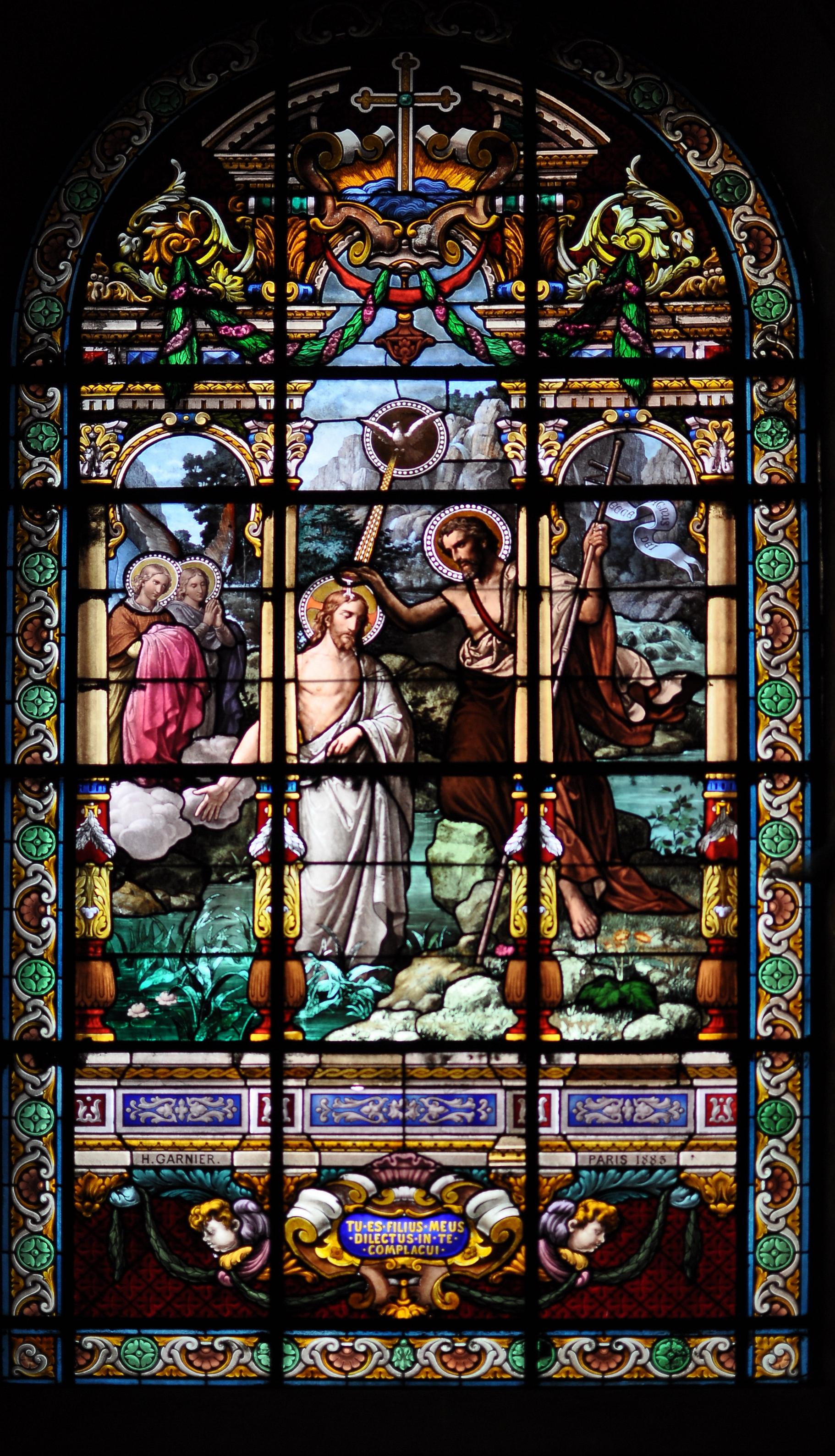
Witraż przedstawiający chrzest Jezusa Chrystusa